# Hubnîk
Hubnîk (în ucraineană Губник) este o comună în raionul Haisîn, regiunea Vinnița, Ucraina, formată numai din satul de reședință.

## Demografie
Componența lingvistică a satului Hubnîk
     Ucraineană (97,79%)
     Rusă (1,99%)
     Alte limbi (0,17%)
Conform recensământului din 2001, majoritatea populației satului Hubnîk era vorbitoare de ucraineană (97,79%), existând în minoritate și vorbitori de rusă (1,99%).